# Casa Donzelli (via Vincenzo Gioberti)
Casa Donzelli è un edificio di Milano situato in via Vincenzo Gioberti al civico 1.

## Storia
Il palazzo fu costruito tra il 1903 e il 1904 su progetto di Ulisse Stacchini, più tardi progettista della stazione Centrale di Milano.

## Descrizione
L'edificio presenta uno stile liberty influenzato dalla Secessione viennese contrapposto al Liberty più floreale di Giuseppe Sommaruga. L'edificio è idealmente diviso in tre partiture verticali, dove la centrale in mattoni a vista si contrappone ai due corpi laterali in cemento: su tutta la facciata sono presenti balconi con elaborati ferri battuti, mentre l'ultimo piano è coronato da un balcone a loggia e scandito da una fascia su fondo bruno di piastrelle in maiolica a fiori gialli.

## Galleria d'immagini

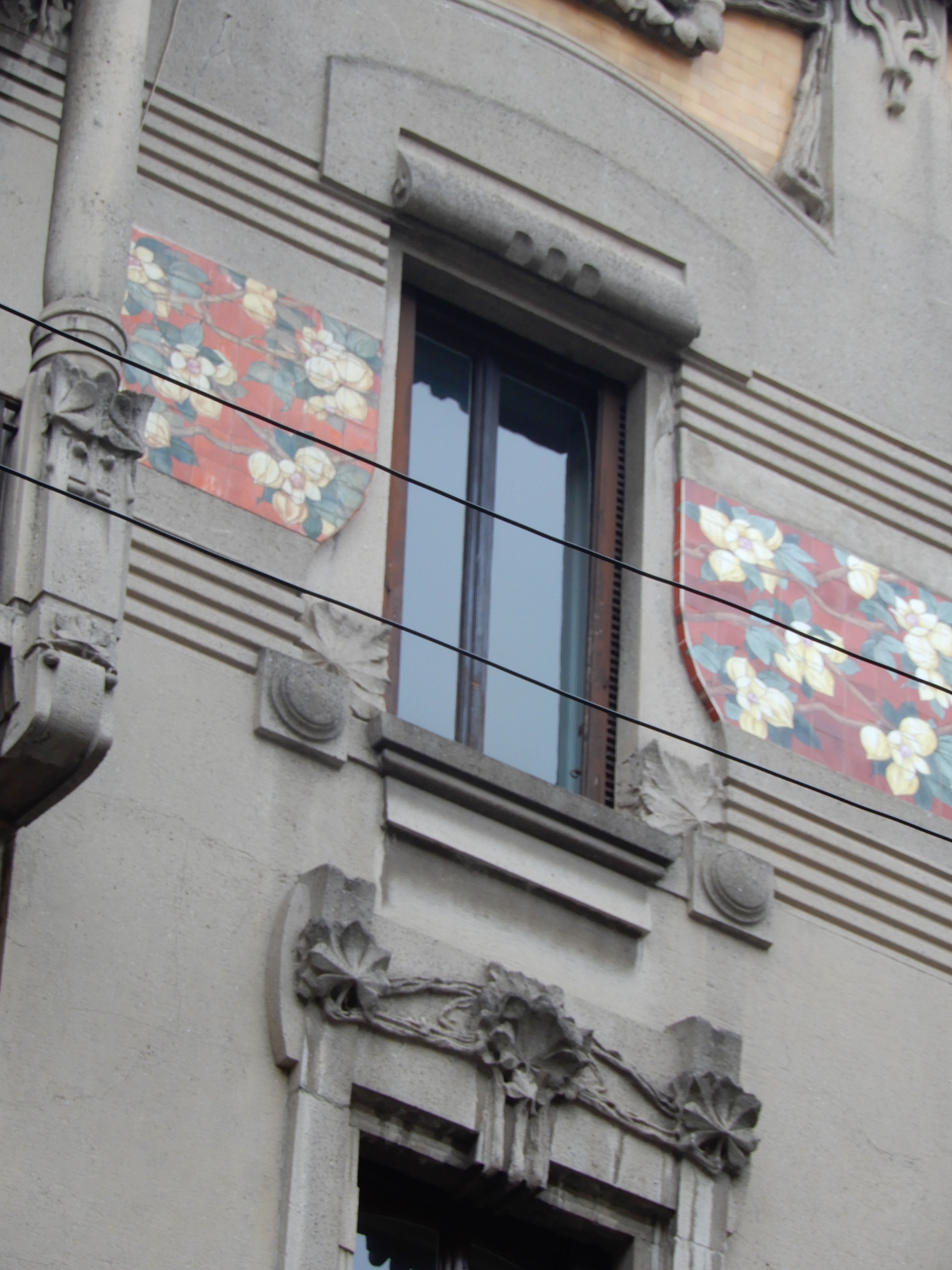
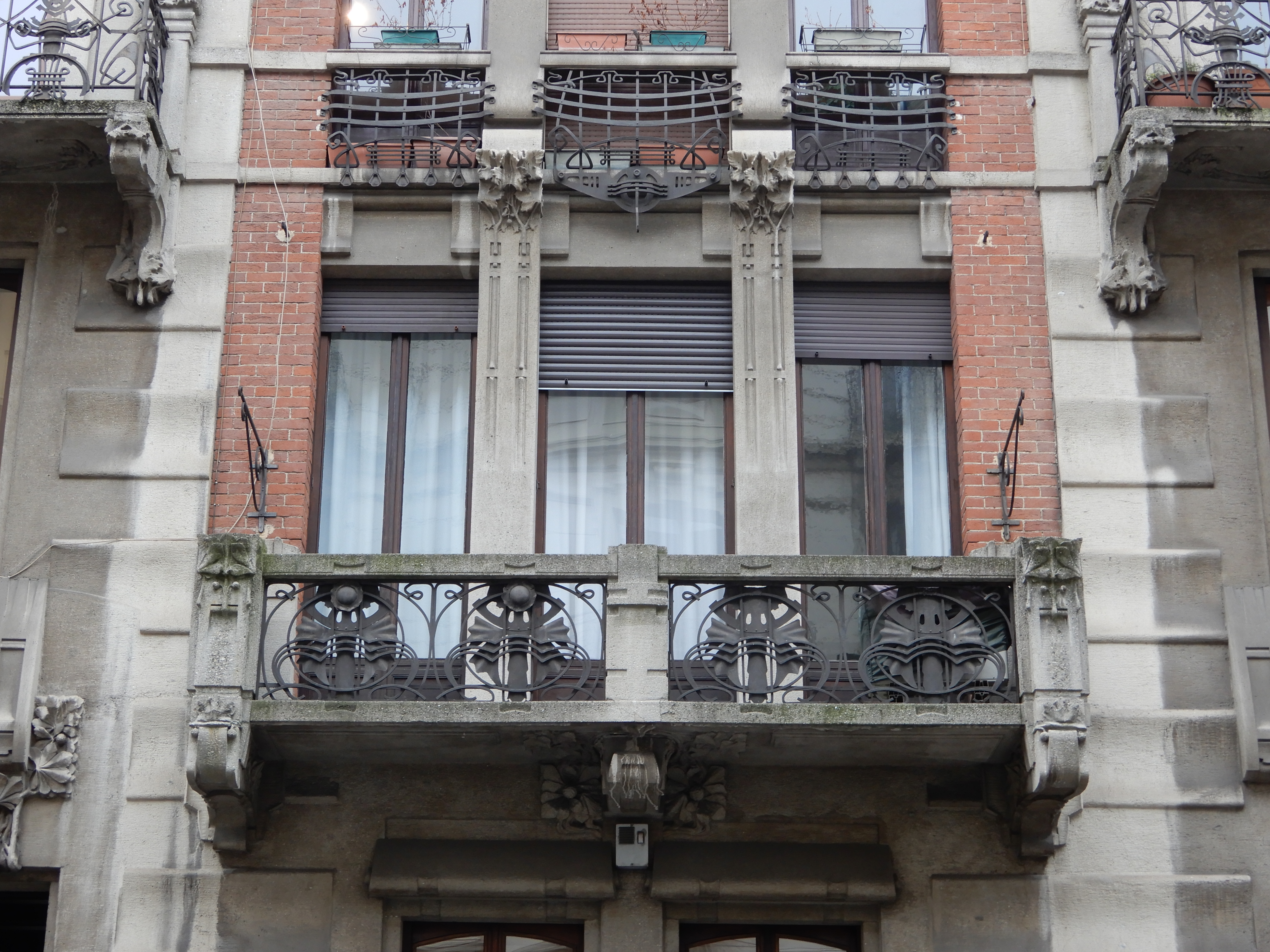
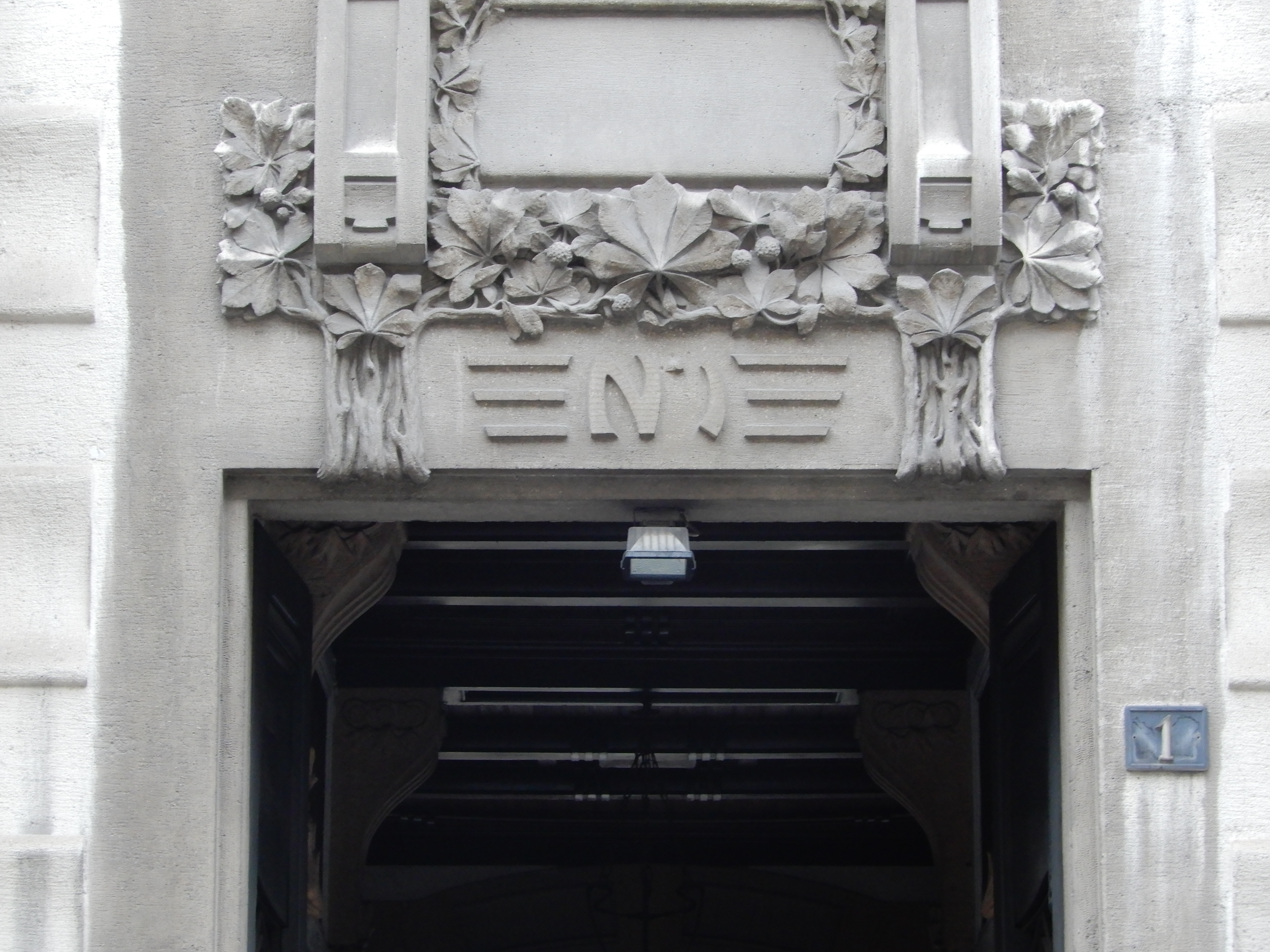